# رولوف بوتا
رولوف بوتا (بالإنجليزية: Roelof Botha)‏ هو شخصية أعمال جنوب أفريقي، ولد في 19 سبتمبر 1973 في بريتوريا في جنوب أفريقيا.